# Megaphorus martinorum
Megaphorus martinorum är en tvåvingeart som först beskrevs av Cole 1964.  Megaphorus martinorum ingår i släktet Megaphorus och familjen rovflugor. Inga underarter finns listade i Catalogue of Life.